# Powiat Oberallgäu
Powiat Oberallgäu (niem. Landkreis Oberallgäu) – powiat w Niemczech, w kraju związkowym Bawaria, w rejencji Szwabia, w regionie Allgäu.
Siedzibą powiatu Oberallgäu jest miasto Sonthofen.

## Podział administracyjny
W skład powiatu Oberallgäu wchodzą:
- dwie gminy miejskie (Stadt)
- dziesięć gmin targowych (Markt)
- 16 gmin wiejskich (Gemeinde)
- dwie wspólnoty administracyjne (Verwaltungsgemeinschaft)
- jeden obszar wolny administracyjnie (gemeindefreies Gebiet)

Miasta:
| Lp. | Nazwa miasta         | Ludność (31.12.2011) | Powierzchnia km² |
| --- | -------------------- | -------------------- | ---------------- |
| 1   | Immenstadt im Allgäu | 13.858               | 81,41            |
| 2   | Sonthofen            | 21.126               | 46,62            |

Gminy targowe:
| Lp. | Nazwa gminy targowej | Ludność (31.12.2011) | Powierzchnia km² |
| --- | -------------------- | -------------------- | ---------------- |
| 1   | Altusried            | 9.874                | 91,68            |
| 2   | Bad Hindelang        | 4.835                | 159,41           |
| 3   | Buchenberg           | 3.897                | 58,11            |
| 4   | Dietmannsried        | 7.755                | 53,67            |
| 5   | Oberstaufen          | 7.196                | 125,84           |
| 6   | Oberstdorf           | 9.488                | 229,74           |
| 7   | Sulzberg             | 4.698                | 41,00            |
| 8   | Weitnau              | 5.013                | 65,22            |
| 9   | Wertach              | 2.392                | 45,63            |
| 10  | Wiggensbach          | 4.822                | 31,83            |

Gminy wiejskie:
| Lp. | Nazwa gminy        | Ludność (31.12.2011) | Powierzchnia km² |
| --- | ------------------ | -------------------- | ---------------- |
| 1   | Balderschwang      | 289                  | 41,56            |
| 2   | Betzigau           | 2.781                | 29,27            |
| 3   | Blaichach          | 5.638                | 50,19            |
| 4   | Bolsterlang        | 1.026                | 20,33            |
| 5   | Burgberg im Allgäu | 3.173                | 15,99            |
| 6   | Durach             | 6.766                | 20,74            |
| 7   | Fischen im Allgäu  | 2.971                | 13,60            |
| 8   | Haldenwang         | 3.671                | 26,69            |
| 9   | Lauben             | 3.304                | 8,41             |
| 10  | Missen-Wilhams     | 1.403                | 34,96            |
| 11  | Obermaiselstein    | 947                  | 25,02            |
| 12  | Ofterschwang       | 1.936                | 19,54            |
| 13  | Oy-Mittelberg      | 4.346                | 60,24            |
| 14  | Rettenberg         | 4.179                | 60,08            |
| 15  | Waltenhofen        | 8.892                | 59,82            |
| 16  | Wildpoldsried      | 2.415                | 21,35            |

Wspólnoty administracyjne:
| Lp. | Nazwa wspólnoty administracyjnej | Ludność (31.12.2011) | Powierzchnia km² | Liczba gmin |
| --- | -------------------------------- | -------------------- | ---------------- | ----------- |
| 1   | Hörnergruppe                     | 7.169                | 120,05           | 5           |
| 2   | Weitnau                          | 6.416                | 100,18           | 2           |

Obszary wolne administracyjnie:
| Lp. | Nazwa obszaru | Ludność (31.12.2011) | Powierzchnia km² |
| --- | ------------- | -------------------- | ---------------- |
| 1   | Kempter Wald  | niezamieszkany       | 12,03            |

## Polityka

### Landrat
- 1972–1978: Theodor Rössert (CSU)
- 1978–1996: Hubert Rabini (CSU)
- od 1996: Gebhard Kaiser (CSU)

### Kreistag
|                          |                          | 2002    | 2002    | 2002    | 2008    | 2008    | 2008    |
| miejsca                  | %                        | głosy   | miejsca | %       | głosy   |         |         |
| ------------------------ | ------------------------ | ------- | ------- | ------- | ------- | ------- | ------- |
|                          | CSU                      | 31      | 49,4%   | 32 836  | 32      | 45,1%   | 30 912  |
|                          | SPD                      | 7       | 11,9%   | 7 929   | 6       | 9,3%    | 6 346   |
|                          | Sojusz 90/Zieloni        | 5       | 8,2%    | 5 465   | 9       | 12,4%   | 8 476   |
|                          | FW                       | 11      | 19,0%   | 12 615  | 15      | 20,8%   | 14 233  |
|                          | ÖDP/Niezależni Obywatele | 2       | 3,1%    | 2 054   | 2       | 2,7%    | 1 871   |
|                          | Lista Młodych Oberallgäu | 2       | 4,2%    | 2 812   | 3       | 4,6%    | 3 122   |
|                          | REP                      | 1       | 2,0%    | 1 322   | 1       | 2,2%    | 1 482   |
|                          | FDP                      | 1       | 2,2%    | 1 496   | 2       | 3,1%    | 2 134   |
|                          |                          | 60      | 100%    | 66 529  | 70      | 100%    | 68 576  |
| uprawnieni do głosowania | uprawnieni do głosowania | 112 888 | 112 888 | 112 888 | 117 753 | 117 753 | 117 753 |
| głosy ważne              | głosy ważne              | 66 529  | 66 529  | 66 529  | 68 576  | 68 576  | 68 576  |
| głosy nieważne           | głosy nieważne           | 2 766   | 2 766   | 2 766   | 2 959   | 2 959   | 2 959   |
| frekwencja               | frekwencja               | 61,4%   | 61,4%   | 61,4%   | 60,8%   | 60,8%   | 60,8%   |